# Euxootera marmorata
Euxootera marmorata is een vlinder uit de familie van de uilen (Noctuidae). De wetenschappelijke naam van deze soort werd voor het eerst geldig gepubliceerd in 1977 door Laporte.
De soort komt voor in tropisch Afrika.